# QRS Records
QRS Records fou una companyia discogràfica dels Estats Units que va estar activa entre 1919 i 1930, i enregistrà sobretot discos de jazz i de blues. Va començar el 1900 com a fabricant de rotlles de pianola i en fou un dels fabricants davanters durant el segle XX. L'acrònim significava "Quality and Real Service".
El primer disc enregistrat conegut de QRS era d'Emerson Rècords i era un 9". Uns quants anys més tard, l'empresa va continuar fent servir el catàleg i numeració de Gennett.